# みなみたかさきかぶら自動車教習所
みなみたかさきかぶら自動車教習所（みなみたかさきかぶらじどうしゃきょうしゅうじょ）は、群馬日野グループの株式会社ぐんま安全教育センターが運営する群馬県藤岡市にある指定自動車教習所である。

## 免許
- 大型自動車第一種・第二種
- 中型自動車第一種・第二種
- 普通自動車第一種・第二種
- 大型自動二輪車
- 普通自動二輪車
- 普通自動二輪車（小型限定）

## 姉妹校
- 前橋自動車教習所

## 群馬日野グループ
- 群馬日野自動車株式会社
- 前橋定期運送株式会社
- 株式会社ジョーシン・シャックス
- 株式会社日野レンタリース群馬
- 株式会社ぐんま安全教育センター
  - 前橋自動車教習所
  - かぶら自動車教習所
  - 関根ゴルフクラブ
  - ぐんまフォークリフトセンター

## 学校周辺
- 烏川緑地

## アクセス
- 北藤岡駅から徒歩13分